# Ophiocamax brevicetra
Ophiocamax brevicetra is een slangster uit de familie Ophiacanthidae.
De wetenschappelijke naam van de soort werd in 1974 gepubliceerd door Alan N. Baker.